# Ahimsa
Ahimsa (Sanskrit, f., अहिंसा, ahiṃsā, wörtlich das Nicht-Verletzen) bedeutet Gewaltlosigkeit – eines der wichtigsten Prinzipien im Hinduismus, Jainismus und Buddhismus. Es handelt sich um eine Verhaltensregel, die das Töten oder Verletzen von Lebewesen untersagt bzw. auf ein unumgängliches Minimum beschränkt. Damit ist die Vorstellung verbunden, dass jede Gewaltausübung schlechtes Karma erzeugt und sich dadurch auf die Zukunft des Täters negativ auswirkt.
Sehr unterschiedlich sind die Ansichten darüber, wie konsequent Ahimsa im täglichen Umgang mit den verschiedenen Lebensformen umgesetzt werden kann und soll und inwieweit persönliche oder kollektive Selbstverteidigung zulässig ist. Darüber bestehen seit Jahrtausenden Meinungsverschiedenheiten zwischen den Religionen und innerhalb von ihnen zwischen verschiedenen Traditionen und Autoritäten, die sich auf uralte Überlieferung berufen. Daher ist Ahimsa nur vor dem Hintergrund der religionsgeschichtlichen Entwicklung in Indien zu verstehen.

## Frühgeschichte
Der historische Ursprung von Ahimsa ist unbekannt. Manche Forscher vermuten, dass die Idee schon im dritten und frühen zweiten Jahrtausend v. Chr., also bevor die indoeuropäischen Arier in Erscheinung traten, unter den Völkern im Norden des indischen Subkontinents verbreitet war. Nach dieser Auffassung wurde Ahimsa später von den Ariern, denen diese Haltung ursprünglich fremd war, in einem langsamen Prozess übernommen. Auffällig ist auch die Tatsache, dass die zahlreichen archäologischen Funde aus den Städten der vorarischen Indus-Kultur kaum Anzeichen für militärische Auseinandersetzungen erkennen lassen. Allerdings zeigen Belege aus vielen Ausgrabungsstätten, dass damals gejagt wurde und dass Schlachttiere gehalten wurden.

## Vedische Zeit
Als historische vedische Religion bezeichnet man den Glauben der Indoarier, die etwa seit der Mitte des 2. Jahrtausends v. Chr. im Norden des Subkontinents dominierten. Dabei handelt es sich um einen Vorläufer oder die älteste Form der religiösen Richtungen, für die heute der Sammelbegriff „Hinduismus“ verwendet wird. Aus dieser Periode, deren Ende gewöhnlich um ca. 500 v. Chr. angesetzt wird, stammt das vedische Schrifttum, das für den Hinduismus normsetzende Autorität erlangte.
Die Erforschung dieser Quellen hat ergeben, dass in der vedischen Zeit rituelle Tieropfer mit anschließendem Verzehr des Fleisches üblich waren. Es gibt keine Anhaltspunkte für die Annahme, dass die Indoarier im 3. und frühen 2. Jahrtausend v. Chr. Gewaltlosigkeit gegenüber der Tierwelt praktizierten. Insbesondere aß man gerne das später im Hinduismus streng verpönte Rindfleisch. Im Sanskrit, der Sprache der Indoarier, wurde der Begriff goghna (Kuhtöter) als Synonym für „Gast“ verwendet. Dies bezog sich darauf, dass das Erscheinen eines vornehmen Gastes den Gastgeber nötigte, zu Ehren des Gastes ein Rind zu schlachten. Die Verpflichtung zu solcher Bewirtung ist in einer Reihe von Quellen ausdrücklich bezeugt. An den Höfen der Herrscher gab es das Amt des govikarta (Rind-Zerschneider, Fleischer).
Der Begriff ahimsa erscheint in den Quellen erstmals in der Taittiriya Samhita des Schwarzen Yajurveda (TS 5.2.8.7), wo er sich darauf bezieht, dass der Opfernde selbst keine Verletzung erleidet. Die ältesten Belege für das Wort bzw. für abgeleitete Begriffe zeigen eine neutrale Verwendung als Gegenteil von himsa (Gewalt), ohne moralischen Bezug auf ein Gewaltlosigkeitsprinzip. Die früheste Stelle, wo es in einem moralischen Sinne für das Nicht-Töten von Tieren (beim Opfer) – pashu-ahimsa – verwendet wird, findet sich in der Kapisthala Katha Samhita des Schwarzen Yajurveda (KapS 31.11), die wohl um das 8. Jahrhundert v. Chr. verfasst wurde. Als Verhaltensregel in dem Sinne, der später im Hinduismus geläufig wurde, ist Ahimsa erst in der Endphase der vedischen Epoche bezeugt. Erstmals taucht der Begriff in solcher Verwendung in der Chandogya-Upanishad auf, die zu den ältesten Upanishaden gehört und ins 8. oder 7. Jahrhundert datiert wird. Dort wird Gewaltlosigkeit gegenüber allen Lebewesen (sarva-bhuta) verlangt, außer an den heiligen Stätten (tīrtha), d. h. den Orten der Opferung. Demjenigen, der sich an Ahimsa hält, wird Befreiung vom Kreislauf der Reinkarnation in Aussicht gestellt. In dieser Upanishad wird Ahimsa auch als eine der fünf wesentlichen Tugenden bezeichnet.

## Hinduismus
In den heiligen Schriften des Hinduismus (Shruti und Smriti) werden die Fragen, die mit der Geltung und der Umsetzung des Ahimsa-Prinzips zusammenhängen, ausführlich erörtert. Alle späteren Auseinandersetzungen mit dem Thema setzen die maßgebliche Autorität dieser Texte voraus.

### Ahimsa und Tiere
Im Hinduismus geht man davon aus, dass zwischen der Seele,
die einen menschlichen Körper bewohnt, und der Seele eines Tieres dem Wesen nach kein Unterschied besteht. Daher schützt Ahimsa als bindende Verhaltensregel im Prinzip Tiere ebenso wie Menschen. Daraus wird die Unzulässigkeit von Jagd, Schlachtung und Fleischnahrung abgeleitet. Andererseits lässt jedoch das maßgebliche religiöse Schrifttum keinen Zweifel daran, dass in vedischer Zeit das Töten von Tieren und der Fleischverzehr üblich waren; solche Gewalt war damals unter bestimmten formalen Voraussetzungen aus religiöser Sicht erlaubt oder sogar geboten. Insofern besteht ein Gegensatz zwischen der Autorität der heiligen Schriften, die eine schlechthin vorbildliche, aber nicht gewaltfreie Vergangenheit darstellen, und den Forderungen konsequenter Ahimsa in Verbindung mit der Karma-Lehre. Die intensive Auseinandersetzung mit der Gewalt- und Karmaproblematik spiegelt sich in den Quellen.
Religionsgeschichtlich lassen sich drei Phasen (mit langen Übergangsperioden) unterscheiden. In der frühen vedischen Zeit wurde Ahimsa noch nicht thematisiert. In der letzten Phase des vedischen Zeitalters begann man die Tötung von Tieren zu missbilligen und beschränkte sie auf die rituellen Tieropfer und die Jagd. In einer dritten Phase setzte sich Ahimsa immer stärker durch, die Ausnahmen wurden zunehmend verpönt, doch ohne ausdrücklichen Bruch mit der weiterhin geheiligten vedischen Tradition. Dennoch gab es noch im ersten Jahrtausend n. Chr. unbekümmerte Fleischesser.
In manchen Schriften wird Fleischnahrung nicht problematisiert, sondern als normal vorausgesetzt. In den Dharmasutras (Handbüchern der religiösen Vorschriften), die ungefähr im 5. oder 4. Jahrhundert v. Chr. aufgezeichnet wurden, finden sich unter den Vorschriften über erlaubte und verbotene Speisen Listen essbarer und nicht essbarer Tiere nebst Sonderregelungen für Asketen und Einsiedler. Medizinische Abhandlungen des Ayurveda erörtern und empfehlen Fleischgenuss unter rein gesundheitlichem Gesichtspunkt, ohne Ahimsa überhaupt zu erwähnen. Beispielsweise empfiehlt die Sushruta Samhita (3. oder 4. Jahrhundert n. Chr.) Rindfleisch für eine Reihe von Beschwerden und in der Schwangerschaft, und die Charaka Samhita behauptet, in der Rekonvaleszenz seien Fleischspeisen jeder anderen Nahrung vorzuziehen.
Andererseits verbietet eine Reihe von heiligen Schriften sehr hohen Ranges die Schlachtung (außer im Opferritual). Dieser Standpunkt findet sich im Mahabharata und im Bhagavatapurana (11.5.13–14) sowie auch in der Manusmriti (5.27–44), einer besonders einflussreichen Sammlung religiöser Vorschriften (Dharmashastra), die allerdings widersprüchliche Angaben enthält. Diese Schriften vertreten den Ahimsa-Standpunkt, indem sie Schlachtung und Fleischessen im Prinzip streng verurteilen. Sie lassen aber als Ausnahme den Verzehr von Opferfleisch zu, da sonst ein Widerspruch zum absolut verbindlichen, höchstrangigen vedischen Schrifttum (Shruti) entstünde. Im Mahabharata ist die Jagd den Kriegern (Kshatriyas) gestattet, nicht aber den Waldeinsiedlern, die zu strikter Ahimsa verpflichtet sind; für sie ist schon der bloße Wunsch, ein Tier zu erlegen, ein Vergehen.
Die Quellen lassen somit Kompromisse zwischen Ahimsa-Befürwortern und Fleischessern erkennen: Jagd und Schlachtung waren nicht verboten, wurden aber beschränkt und reglementiert. Befürworter einer radikalen, ausnahmslosen Ahimsa gaben sich damit nicht zufrieden, sondern wollten alle Schlupflöcher schließen. Das Mahabharata und die Manusmriti (5.27–55) enthalten lange Erörterungen über die traditionellen Tieropfer und die Frage ihrer Vereinbarkeit mit Ahimsa. Im Mahabharata begründen beide Seiten ihre Standpunkte ausführlich. Außerdem verteidigt ein Jäger und Wildbrethändler seinen Beruf mit vielen Argumenten; eine Erwiderung der Gegenseite fehlt.
Ein Großteil der Argumente der Ahimsa-Anhänger bezieht sich auf schreckliche karmische Konsequenzen des Tötens für den Täter vor oder nach seinem eigenen Tod. Dazu gehört die Behauptung, wer vorsätzlich ein Tier töte, werde in einem künftigen Dasein von einem Tier gefressen werden. Außerdem wird als Lohn für Ahimsa die Erlangung übernatürlicher Fähigkeiten, spirituelle Glückseligkeit, Erlösung vom Kreislauf der Wiedergeburt und Sicherheit vor der Hölle in Aussicht gestellt. Es wird sogar behauptet, wer Ahimsa praktiziere, sei dadurch vor jeder Art von Gefahr sicher.
Die Manusmriti (10.63), das Arthashastra (1.3.13) und das Vasishtha-Dharmasutra (4.4) legen fest, dass Ahimsa für Angehörige aller Kasten verbindlich ist. Anhänger der Jagd und der rituellen Schlachtungen konnten dem nicht direkt widersprechen. Sie sahen sich gezwungen, ihre Tätigkeiten als mit Ahimsa vereinbar darzustellen. Sie versicherten, dass die von den heiligen Schriften erlaubte Gewalt in Wirklichkeit keine Gewalt sei; die Schlachtung von Opfertieren sei in Wirklichkeit kein Töten, sondern diene dem Wohlergehen der ganzen Welt. Die Opferung sei sogar eine Wohltat für das Opfertier, das dadurch eine hohe Wiedergeburt erlangen werde; es sei die natürliche Bestimmung mancher Tierarten, vom Menschen geopfert und verspeist zu werden; unter den Tieren sei es auch üblich, dass die einen die anderen fressen; auch der Ackerbau führe notwendigerweise zum Tod vieler Tiere, die dem Pflug zum Opfer fielen; Pflanzen seien ebenso wie Tiere Lebewesen und müssten doch getötet werden; jeder Mensch vernichte unwissentlich beständig Lebewesen, was nicht zu vermeiden sei; außerdem sei die Jagd ein fairer Kampf, in dem das Tier die Chance habe, seinerseits den Jäger zu töten.

### Pflanzen
Im Prinzip gilt Ahimsa für alle Lebewesen (sarva-bhuta), da nach hinduistischer Auffassung auch zwischen Tieren und Pflanzen kein prinzipieller Wesensunterschied besteht. Dennoch wird im hinduistischen Schrifttum der Schonung von Pflanzen wenig Beachtung geschenkt. Immerhin untersagt die Manusmriti (11.145) die willkürliche, unnötige Zerstörung von Wild- und Nutzpflanzen. Asketische Einsiedler (Sannyasins) ernähren sich ihren Regeln zufolge nur frutarisch, d. h. von pflanzlichen Produkten wie Früchten, deren Gewinnung ohne Zerstörung der Pflanze möglich ist.

### Selbstverteidigung, Strafrecht und Krieg
Die heiligen Schriften und religiösen Gesetze des Hinduismus befürworten Gewaltanwendung zur Selbstverteidigung gegen einen bewaffneten Angreifer. Sie stellen klar, dass Ahimsa nicht auf Kriminelle anzuwenden ist. Gegen die Todesstrafe bestehen keine grundsätzlichen Bedenken; vielmehr wird festgestellt, ein Übeltäter solle getötet werden, wenn er den Tod verdient habe. Der König ist verpflichtet, Verbrecher zu bestrafen und nötigenfalls zu töten; dabei soll er auch seine eigenen Geschwister und Kinder nicht verschonen.
Ahimsa in dem Sinne, wie sie in den maßgeblichen Schriften des Hinduismus aufgefasst ist, fordert keinen Pazifismus. Der Krieg wird als normaler Bestandteil des menschlichen Daseins und als Berufspflicht der Krieger betrachtet. Im zweiten Kapitel der Bhagavad Gita weist Krishna die pazifistischen Ideen von Arjuna zurück und trägt verschiedene Argumente für seinen Standpunkt vor, dass es Arjunas Pflicht sei, in der bevorstehenden Schlacht zu kämpfen und zu töten. Nach den heiligen Schriften ist der Kampf Mann gegen Mann sehr verdienstlich, und Kämpfer, die in der Schlacht fallen, kommen in den Himmel.

### Neuzeit
Im neuzeitlichen Hinduismus kommen die in den vedischen Schriften gutgeheißenen rituellen Schlachtungen kaum noch vor. Im 19. und 20. Jahrhundert haben prominente Persönlichkeiten der indischen Spiritualität wie Swami Vivekananda, Ramana Maharshi, Swami Sivananda und A. C. Bhaktivedanta Swami die Bedeutung von Ahimsa betont.
Mahatma Gandhi (1869–1948) erreichte eine Erneuerung und Wiederbelebung des Ahimsa-Ideals. Er wandte sein Konzept von Gewaltlosigkeit auf alle Lebensbereiche und besonders auf die Politik an und popularisierte es durch sein Vorbild und seine Schriften. Seine gewaltfreie Widerstandsbewegung gegen die britische Kolonialherrschaft nannte er Satyagraha („Festhalten an der Wahrheit“). Mit ihr machte er tiefen Eindruck auf die öffentliche Meinung in Indien und in westlichen Ländern. So wurde er der international bekannteste Vertreter von Ahimsa und ein Vorbild für verschiedene Bürgerrechtsbewegungen. Nach Gandhis Auffassung schließt das Konzept Ahimsa nicht nur physische Gewalt aus, sondern auch geistige. Dazu zählte er üble Gedanken und Hass ebenso wie verletzende Worte, Unredlichkeit und Lüge. Er war überzeugt, dass Verzicht auf Gewalt nicht schwächt, sondern im Menschen eine Kraft entwickelt, durch die der Gegner überwunden werden kann.
Sri Aurobindo kritisierte Gandhis Ahimsa-Konzept als einseitig, begrenzt und nicht allgemein anwendbar. Er vertrat einen pragmatischen, nichtpazifistischen Standpunkt, wonach es von den besonderen Umständen der jeweiligen Situation abhängt, ob Gewaltanwendung gerechtfertigt ist oder nicht.
Albert Schweitzer hat die Ahimsa-Idee unter philosophischem und kulturhistorischem Gesichtspunkt gründlich studiert. Indem er sich mit der indischen Auffassung von Gewaltlosigkeit auseinandersetzte, entwickelte er sein Alternativkonzept der „Ehrfurcht vor dem Leben“. Er kritisierte die religiösen und philosophischen Hauptströmungen Indiens, an denen er bemängelte, sie hätten Ahimsa nur oder hauptsächlich als negatives Prinzip der bloßen Unterlassung von Übeltaten gelehrt, statt positives Handeln (Hilfeleistung) in den Vordergrund zu stellen.

### Yoga
Ahimsa ist für Praktizierende des klassischen Yoga (Raja Yoga) nach Patañjali eine verbindliche Verhaltensnorm: Sie steht an erster Stelle unter den fünf Yamas (Enthaltungen), welche die erste Stufe des achtgliedrigen Yoga-Weges ausmachen. In den Schulen des Bhakti-Yoga sind die Schüler, die Verehrer von Vishnu oder Krishna sind, zu gewissenhafter Einhaltung der Ahimsa verpflichtet. Auch im Hatha Yoga ist nach dem klassischen Handbuch Hathayogapradipika (1.1.17) Ahimsa eine bindende Vorschrift.
Ahimsa schließt seelisches Nicht-Verletzen ein.

## Jainismus
Im Jainismus ist die Umsetzung von Ahimsa besonders konsequent und umfassend. Jains betrachten die Gewaltlosigkeit als die wichtigste Tugend (ahiṃsā paramo dharmaḥ). Das gilt nicht nur für Mönche und Nonnen, sondern für jeden. Wie im Hinduismus geht es um das Ziel, die Ansammlung von schädlichem Karma zu verhindern.
Als Mahavira im 6. oder 5. Jahrhundert v. Chr. die Jain-Bewegung reformierte und neu organisierte, war Ahimsa bereits eine etablierte, gewissenhaft befolgte Regel. Parshva, der erste Anführer der Jains (Tirthankara), den moderne westliche Historiker als geschichtliche Gestalt betrachten, lebte etwa im 8. Jahrhundert v. Chr. Er begründete die Gemeinschaft, der Mahaviras Eltern angehörten. Ahimsa war bereits ein Bestandteil der Gelübde der „Vierfachen Beschränkung“ (Caujjama), die Parshvas Anhänger ablegten. In Mahaviras Epoche und in den folgenden Jahrhunderten betonten die Jains ihren Gegensatz sowohl zu den Buddhisten als auch zu den Hindus, denen sie Nachlässigkeit und Inkonsequenz bei der Umsetzung von Ahimsa vorwarfen. Allerdings spricht einiges für die Annahme, dass die Jain-Asketen ebenso wie ihre Zeitgenossen, die frühen Buddhisten, Fleischspeisen als Almosen akzeptierten, sofern das Tier nicht eigens ihretwegen geschlachtet worden war. Einer überlieferten Erzählung zufolge verfuhr sogar Mahavira selbst so, zumindest bei schwerer Erkrankung. Das wird von heutigen Jains allerdings vehement bestritten. Jedenfalls lässt die heute allgemein befolgte Regelung für alle Jains nur Lacto-Vegetarismus oder Veganismus zu.
Das Ahimsa-Verständnis der Jains unterscheidet sich von demjenigen der vedischen Religion und des Hinduismus in folgenden Punkten:
- Es erlaubt keinerlei Sonderregelungen für Tieropfer und für die Jagd. Tötung zum Zweck des Verzehrs ist absolut verboten.[63]
- Jains geben sich auch Mühe, im Alltag das Beschädigen von Pflanzen zu vermeiden. Sie räumen zwar ein, dass Pflanzen zu Nahrungszwecken zerstört werden müssen, doch halten sie solche Gewalt nur insoweit für gerechtfertigt, als sie zum Überleben der Menschen unumgänglich ist. Es gibt bei ihnen besondere Anweisungen zum Schutz von Pflanzen.[64]
- Jains nehmen erhebliche Unannehmlichkeiten in Kauf, um keine Insekten und andere Klein- und Kleinstlebewesen zu verletzen oder zu töten.[65] Aus ihrer Sicht wiegt ein durch Unachtsamkeit verschuldeter Schaden nicht geringer als ein vorsätzlich zugefügter.[66] Honig ist streng verboten, da seine Gewinnung als Gewaltanwendung gegen die Bienen gilt.[67] Manche Jains halten sich von landwirtschaftlichen Berufen fern, weil beim Pflügen viele Kleinlebewesen verletzt oder getötet werden.[68] Allerdings ist der Ackerbau nicht generell untersagt, und es gibt Jains, die Bauern sind.[69]

Diese Grundsätze sind auch im Hinduismus und im Buddhismus bekannt. Dort werden sie aber nur von manchen Asketen bzw. Mönchen beachtet, im Jainismus hingegen gelten sie für jeden.
Ungeachtet ihres strengen Verständnisses von Ahimsa sind die Jains ebenso wie die Hindus der Auffassung, dass Gewalt bei der Selbstverteidigung zulässig ist und dass ein Soldat, der im Kampf Feinde tötet, eine legitime Pflicht erfüllt. Jain-Gemeinschaften hielten Militär zu ihrem Schutz für notwendig. Es gab unter den Jains Herrscher, militärische Befehlshaber und Soldaten.
Obwohl im Jainismus theoretisch allen Lebensformen gleichermaßen voller Schutz vor jeder Art von Verletzung zusteht, geben Jains zu, dass es unmöglich ist, dieses Ideal im Alltag uneingeschränkt zu verwirklichen. Daher anerkennen sie das Bestehen einer Rangordnung der Lebewesen. Bewegliche Wesen genießen stärkeren Schutz als unbewegliche. Unter den beweglichen unterscheiden sie solche mit nur einem Sinn (dem Tastsinn) und solche mit zwei, drei, vier oder fünf Sinnen. Je mehr Sinne ein Wesen besitzt, desto besserer Schutz gebührt ihm. Unter den Wesen mit fünf Sinnen haben die mit Vernunft ausgestatteten, die Menschen, Vorrang.
In der Alltagspraxis sind Jain-Laien, welche die „Kleinen Gelübde“ (anuvrata) abgelegt haben, hinsichtlich der Ahimsa geringeren Anforderungen unterworfen als Mönche und Nonnen, die durch ihre „Großen Gelübde“ (mahavrata) gebunden sind.

## Buddhismus
Im Gegensatz zu den hinduistischen und den Jain-Quellen wird im frühen buddhistischen Schrifttum ahimsa nicht als technischer Begriff verwendet. Das herkömmliche buddhistische Verständnis von Gewaltlosigkeit ist weniger strikt als dasjenige der Jains. Seine Hauptmerkmale sind:
- Ebenso wie die Jains haben die Buddhisten die rituellen Tieropfer immer verurteilt.[76]
- In den meisten buddhistischen Traditionen ist der Vegetarismus nicht vorgeschrieben. Mönche und Nonnen dürfen ebenso wie Laien Fleisch und Fisch essen, wenn sie davon ausgehen können, dass das Tier nicht eigens ihretwegen getötet wurde.[77]
- Seit den Anfängen der buddhistischen Gemeinde unterwerfen sich Mönche und Nonnen den „Zehn Tugendregeln“ (Dasa-sila).[78] Laien aller Schulrichtungen werden seit jeher dazu ermutigt (sind jedoch nicht verpflichtet), sich zur Einhaltung der „Fünf Tugendregeln“ (Silas) – des Pañca-sīla – zu bekennen.[79] In beiden Regelgruppen besteht die erste Regel in der Selbstverpflichtung, kein Lebewesen zu töten.[80]
- Im Unterschied zur vedischen Religion und zum Hinduismus hat der frühe Buddhismus gewaltsame Methoden der Bestrafung von Übeltätern und die Kriegführung zur Selbstverteidigung weder ausdrücklich gutgeheißen noch verurteilt.[81] Buddhistische Erzählungen der Frühzeit weisen jedoch auf beispielhafte Erfolge friedlicher Konfliktlösung und auf die Möglichkeit der Bekehrung von Räubern hin.[82]